# Mordellistena bryani
Mordellistena bryani là một loài bọ cánh cứng trong họ Mordellidae. Loài này được Ray miêu tả khoa học năm 1949.